# Altdorfs universitet

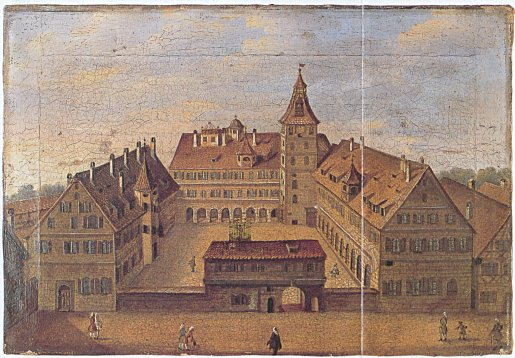
Altdorfs universitet, 1714.

Altdorfs universitet var ett bayerskt universitet i Altdorf bei Nürnberg, Bayern i Tyskromerska riket, grundat som lärosäte 1578. Det fick universitetsprivilegier 1622. Det stängdes 1809 av Maximilian I Joseph av Bayern.
Mer kända lärare var Hugues Doneau, Scipione Gentili, och Daniel Schwenter.

## Kända alumner vid universitet
- Albrecht von Wallenstein
- Gottfried Heinrich zu Pappenheim
- Gottfried Wilhelm von Leibniz
- Georg Philipp Harsdörffer (1607-1658), poet
- Wolfgang Carl Briegel (1626–1712), kompositör
- Johann Pachelbel (1653–1706), kompositör